# Christopher Brennan
Christopher John Brennan (ur. 1 listopada 1870 w Sydney, zm. 5 października 1932) – australijski poeta, profesor filologii germańskiej i teorii literatury na Uniwersytecie w Sydney. Był także wykładowcą języków klasycznych i nowożytnych. W swojej twórczości nawiązywał do niemieckiego romantyzmu i francuskiego symbolizmu. Jego ulubioną dziedziną była poezja refleksyjno-intelektualna, która została wydana w 1897 i 1913 roku pt. Wiersze (ang. Poems) oraz Do źródła (ang. Towards the Source). Pisywał również eseje literackie. Pod koniec 1920 roku został wydalony z Uniwersytetu z powodu alkoholizmu. Resztę życia spędził w ubóstwie, zmarł w 1932 roku na raka.